# Strigidae

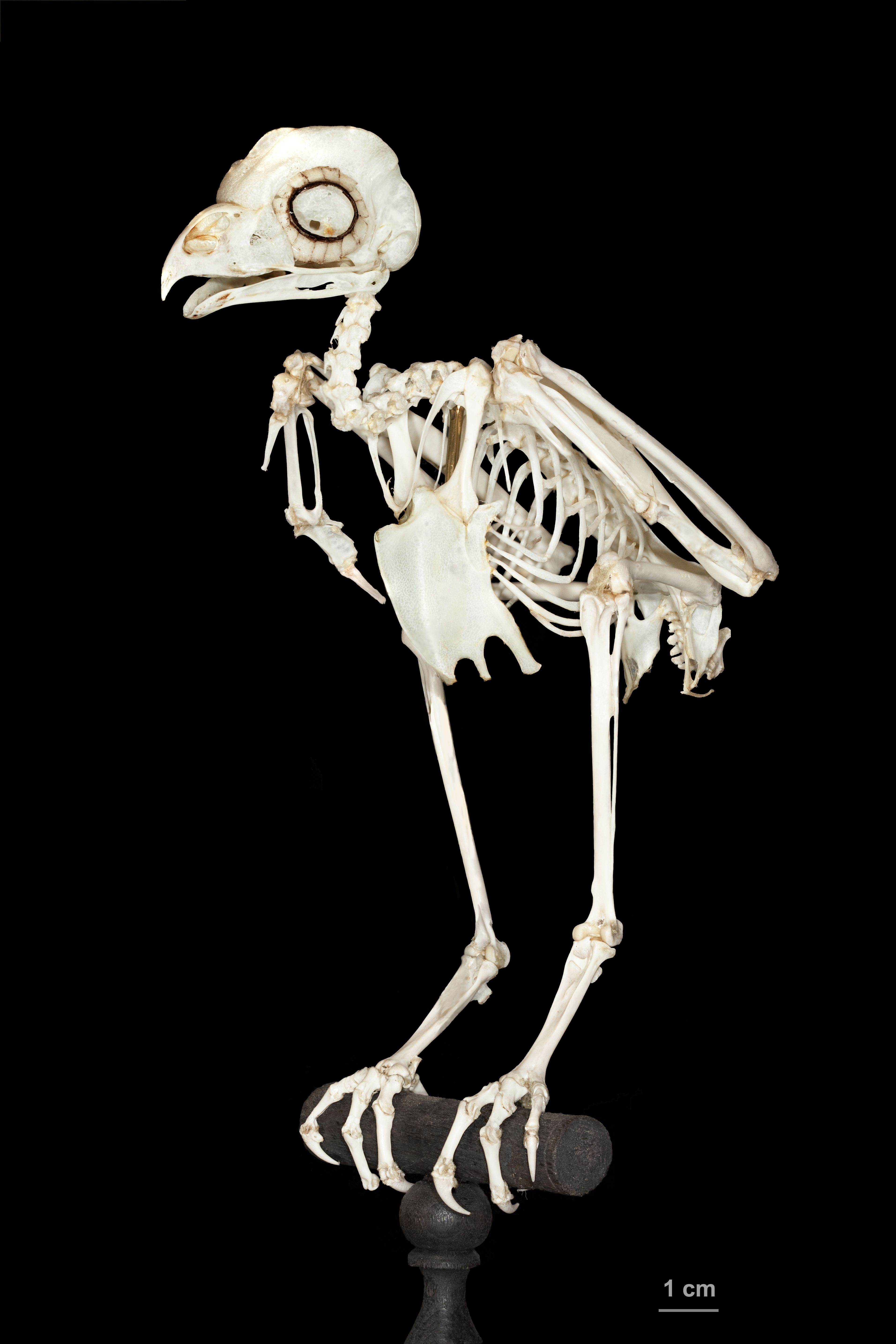
Scheletro di Strigidae
(Museo di storia naturale di Tolosa)

Gli Strigidi (Strigidae Vigors, 1825) sono una famiglia di uccelli rapaci dell'ordine Strigiformes, di abitudini prevalentemente notturne.

## Tassonomia
La famiglia comprende i seguenti generi:

### Gruppo delle civette:[1]
- Sottofamiglia Ninoxinae
  - Ninox Hodgson, 1837 (33 spp.)
  - Uroglaux Mayr, 1937  (1 sp.)
  - Sceloglaux Kaup, 1848 †  (1 sp.)
- Sottofamiglia Surniinae
  - Surnia Duméril, 1806  (1 sp.)
  - Glaucidium Boie, 1826  (30 spp.)
  - Xenoglaux O'Neill & Graves, 1977  (1 sp.)
  - Micrathene Coues, 1866  (1 sp.)
  - Athene Boie, 1822  (3 spp.)
  - Heteroglaux Hume, 1873  (1 sp.)
  - Aegolius Kaup, 1829  (5 spp.)

### Gruppo dei gufi comuni
- Sottofamiglia Striginae
  - Tribù Otini
    - Otus Pennant, 1769  (52 specie)
    - Pyrroglaux Yamashina, 1938  (1 sp.)
    - Mascarenotus Mourer-Chauviré et al., 1994 †  (3 spp.)

  - Tribù Asionini
    - Nesasio Peters, 1937 (1 sp.)
    - Pseudoscops Kaup, 1848 (2 spp.)
    - Asio Brisson, 1760  (6 spp.)
    - Ptilopsis Kaup, 1848  (2 spp.)

  - Tribù Megascopini
    - Megascops Kaup, 1848 (25 spp.)
    - Psiloscops Coues, 1899 (1 sp.)
    - Margarobyas Olson & Suárez, 2008 (1 sp.)

  - Tribù Pulsatricini
    - Lophostrix Lesson, 1836  (1 sp.)
    - Pulsatrix Kaup, 1848  (3 spp.)

  - Tribù Strigini
    - Strix Linnaeus, 1758  (22 spp.)
    - Jubula Bates, 1929  (1 sp.)

  - Tribù Bubonini
    - Bubo Duméril, 1806  (19 spp.)
    - Ketupa Lesson, 1830  (3 spp.)
    - Scotopelia Bonaparte, 1850  (3 spp.)

## Alcune specie

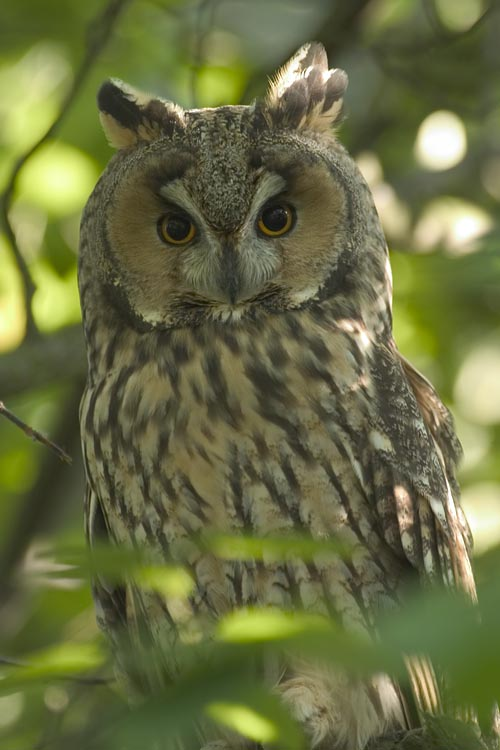
Asio otus gufo
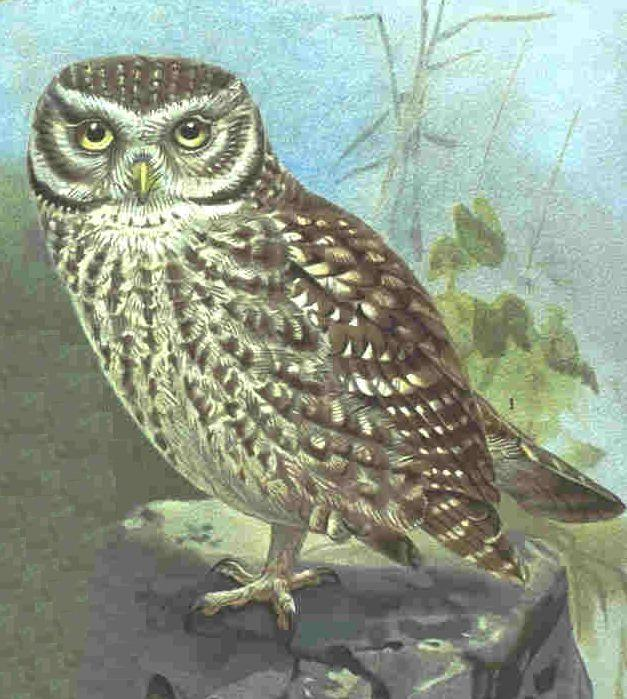
Athene noctua civetta
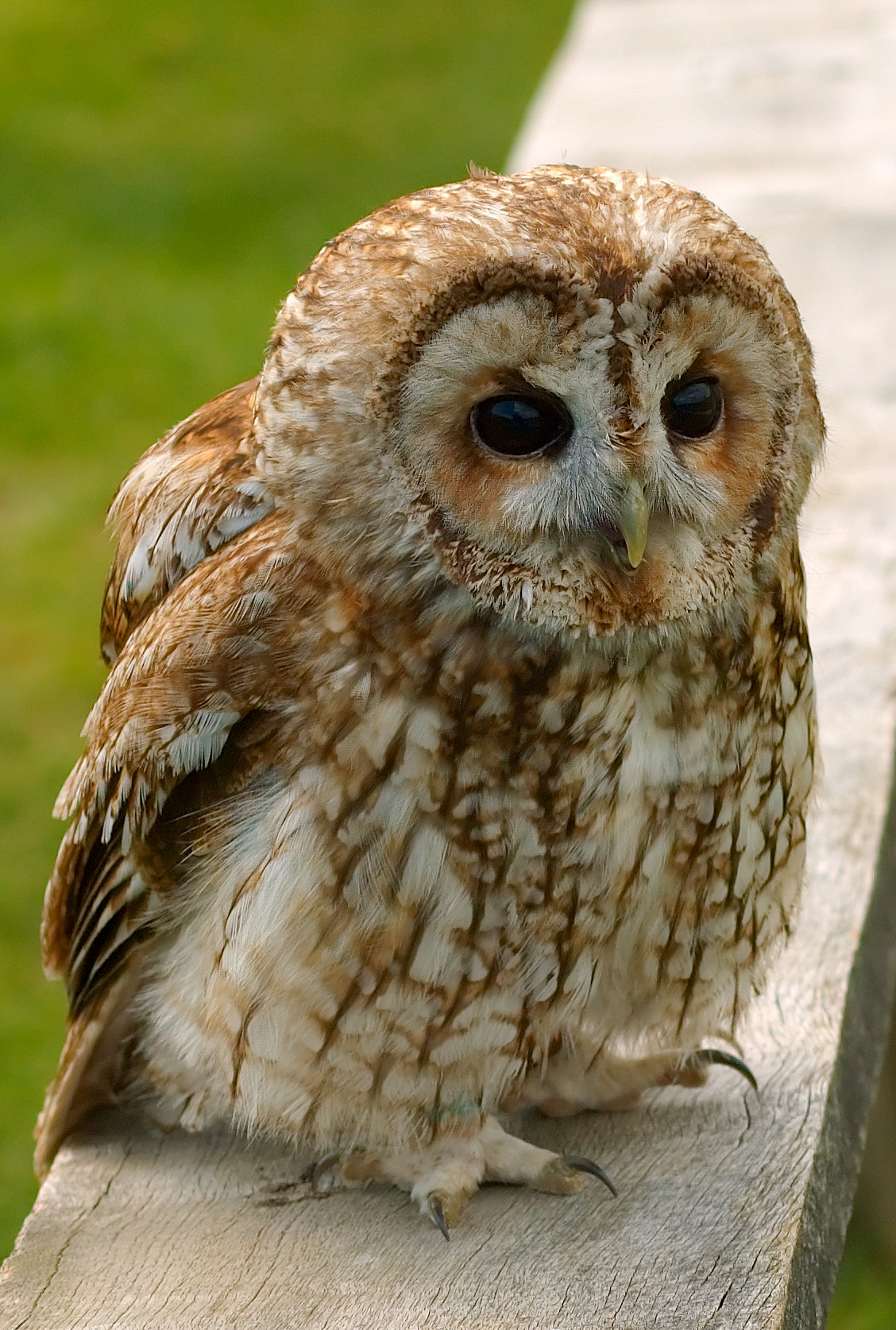
Strix aluco allocco
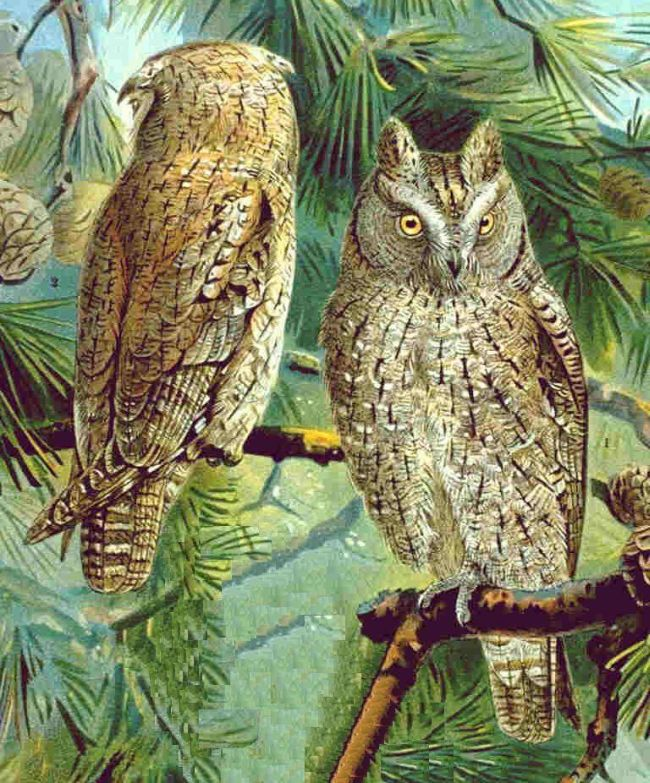
Otus scops assiolo